# Парламентські вибори в Нідерландах 1967
Парламентські вибори в Нідерландах — вибори, які відбулися 15 лютого 1967 і принесли перемогу Католицькій народній партії.
У виборах вперше взяла участь новостворена ліберальна партія Демократи 66 і отримала 7 місць у другій палаті.

## Результати голосування
| Партія                                 | Голоси    | %      | Місця | +/- |
| -------------------------------------- | --------- | ------ | ----- | --- |
| Католицька народна партія              | 1 822 904 | 26,5   | 42    | -8  |
| Партія праці                           | 1 620 112 | 23,5   | 37    | -6  |
| Народна партія за свободу і демократію | 738 202   | 10,7   | 17    | +1  |
| Антиреволюційна партія                 | 681 060   | 9,9    | 15    | +2  |
| Християнсько-історичний союз           | 560 032   | 8,1    | 12    | -1  |
| Фермерська партія                      | 327 953   | 4,7    | 7     | +4  |
| Демократи 66                           | 307 810   | 4,4    | 7     | +7  |
| Комуністична партія Нідерландів        | 248 422   | 3,6    | 5     | +1  |
| Пацифістська соціалістична партія      | 197 206   | 2,8    | 4     |     |
| Державна реформатська партія           | 138 069   | 2,0    | 3     |     |
| Gereformeerd Politiek Verbond          | 59 156    | 0,8    | 1     |     |
| Всього                                 | 7.076.328 | 94,9 * | 150   |     |

* відсоток дійсних голосів